# Autonomía de Kokand
La Autonomía de Kokand, también conocida como Autonomía del Turquestán, fue un gobierno de carácter islamista y nacionalista que buscaba la separación de Turquestán, restablecer el Kanato de Kokand y la unión de los musulmanes bajo la hegemonía del Imperio otomano. Proclamado por el Cuarto Extraordinario Congreso Musulmán Regional, iniciado el 26 de noviembrejul./ 9 de diciembre de 1917greg. y acabado el 29 de noviembrejul./ 12 de diciembre de 1917greg.. Contaba con un gobierno y un consejo provisionales electos. Inmediatamente estableció contactos con el Imperio británico, el emir Alim Khan (1880-1944), el atamán Aleksandr Dútov (1879-1921) y el comisario de la guarnición de Jiva (nombrado por el Gobierno Provisional Ruso en julio), coronel Iván Matvéievich Záitsev (1878-1934). La región se había visto librada de la interferencia rusa por el caos que siguió a la Revolución de Octubre y estaba dispuesta a responder al llamado a la Yihad del sultán otomano y defender su nueva independencia luchando contra los rusos. Por su parte, el plan del coronel era quedarse en Jiva hasta la primavera y unirse en los Urales meridionales con el atamán, pero se vio obligado a utilizar su infantería para atacar el bastión pro-bolchevique de Petroaleksándrovsk pero su tropa carecía de moral y disciplina, viéndose vencido debió abandonar a inicios de enero de 1918 Jiva y Çärjew.
Tras la Revolución de Octubre, el Sóviet de Obreros y Soldados de Taskent, formado principalmente por ferroviarios rusos, tomó el poder en la región. El proletariado ruso del Turquestán lo formaban los ferroviarios y los obreros de la industria algodonera. Aunque la Junta de Jurisconsultos aceptó su autoridad, el sóviet excluyó del poder a los aborígenes el 15 de noviembre, alegando que no formaban parte del proletariado. Los social-Revolucionarios de izquierda y bolcheviques que formaban el sóviet excluyeron a la población musulmana de los nuevos centros del poder político. El nuevo Gobierno soviético obtuvo el apoyo del grueso de la población rusa, que lo vio como representante de sus intereses frente a la población nativa. Aislado del centro del país y rodeado de fuerzas enemigas, el sóviet se concentró en sobrevivir, actuando de forma brutal y sin intención de atraerse a la mayoría musulmana del Turquestán. Disolvió por la fuerza varios ayuntamientos musulmanes que abogaban por la autonomía turquestana.
La Junta y el Consejo Islámico volvieron entonces a congregarse después de la Revuelta del Turquestán Ruso de 1916 y el 13 de diciembre de 1917 proclamaron la creación del Gobierno autónomo de Kokand, que se regiría según la ley islámica. Desde ese momento hasta mediados de febrero de 1918, ambos Gobiernos rivales trataron de obtener el reconocimiento del Gobierno moscovita: el sóviet se presentaba como la autoridad obrera y campesina, y el turquestano como el representante de la población aborigen que basaba su legitimidad en el derecho de autodeterminación. La región estaba aislada del centro de Rusia por las fuerzas contrarrevolucionarias del general Aleksandr Dútov.
Como las masas de trabajadores rusos se negaron a apoyar este gobierno tuvo que crearse una fuerza represiva al mando de Irgash Bey pero a finales de enero el conflicto interno había estallado. A inicios de febrero, Kokand estaba dividida entre los partidarios de la Autonomía, principalmente musulmanes túrquicos, y los partidarios de los rojos, en el cuartel ruso y la ciudadela. Esto permitió a los bolcheviques enviar un destacamento de 3.000 guardias rojos (600 uzbekos) desde Taskent y el 26 de febrero entrar en la ciudad, saquearla por tres días y poner fin al efímero gobierno. La batalla y el saqueo que le siguió fueron brutales, datos de la inteligencia británica de la época estimaron en hasta 14.000 los muertos. Entre tanto, el coronel Záitsev había avanzado sobre Samarcanda, cuyas pequeñas guarniciones rojas se habían retirado a Djizaks, pero el 14 de febrero en la estación Rostóvtsevo, entre Samarcanda y Zarafshón, se encontraron con refuerzos rojos provenientes de Taskent y Ferganá (estos después saquearían Kokand). Los desmoralizados cosacos se rindieron y Záitsev debió huir hasta Asjabad, donde fue capturado seis días después y encarcelado en Taskent. Fue liberado el 1 de julio por miembros de la Organización Militar de Turquestán, grupo antibolchevique duramente perseguido por la Cheka. Se unió a los cosacos de Dútov, volvió a ser capturado en noviembre para escapar nuevamente a inicios de 1919 y servir como mayor general desde el 12 de octubre a cargo del distrito militar de Oremburgo y jefe de Estado Mayor del atamán.
El cónsul británico Thomas Etherton llegó a la ciudad de Kasgar en junio de 1918, por lo que solo pudo dedicarse a apoyar a los basmachí. La victoria inicial de los bolcheviques en el invierno de 1917-1918 coincidió con el establecimiento de gobiernos hostiles en Bujará y Jiva, que disfrutaban la independencia recuperada después de medio siglo de conquista rusa y que culturalmente no entendían la retórica comunista, serían la base de la oposición a los rojos en el Asia Central en los años siguientes.